# Loras College

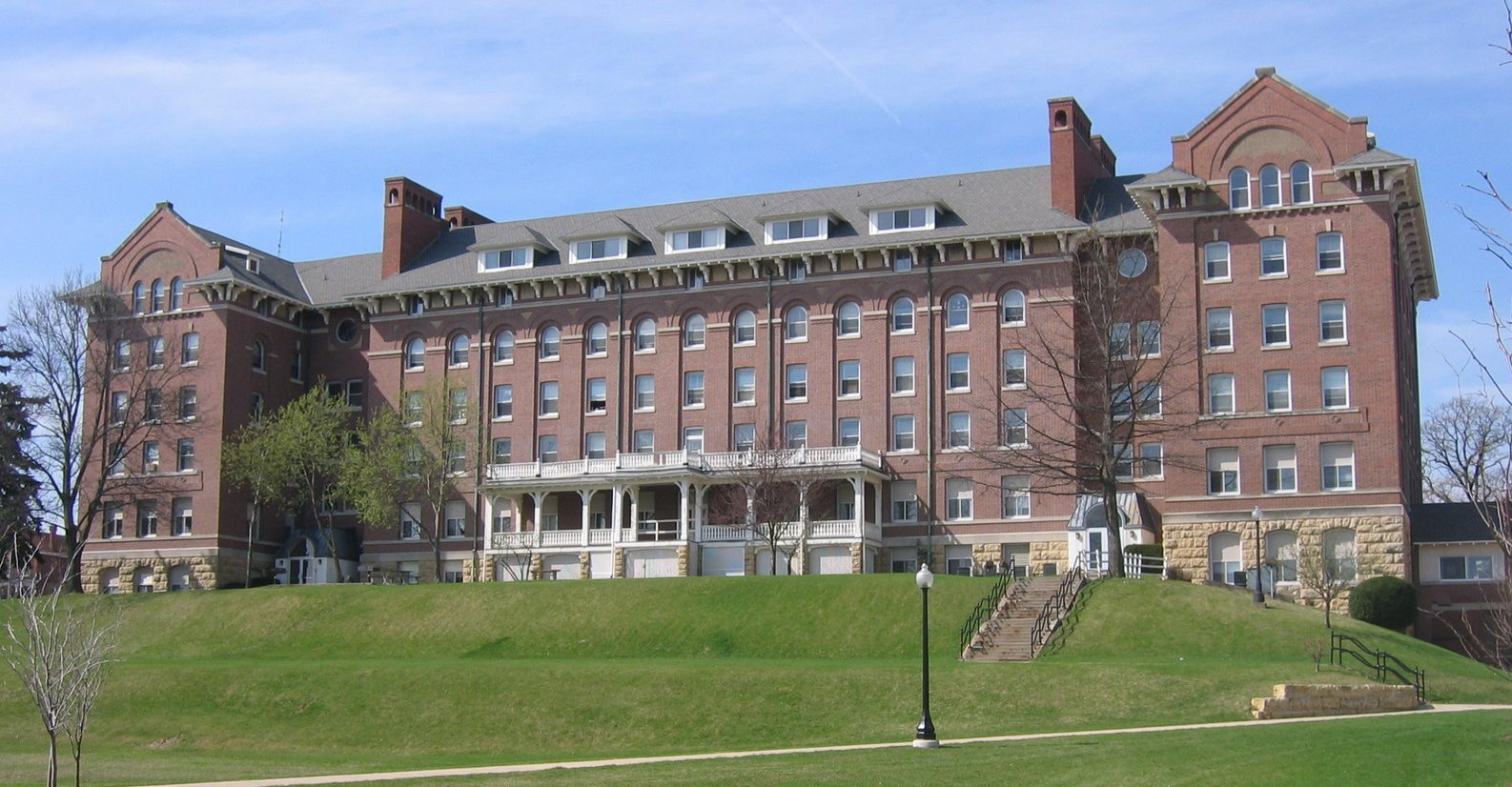
Keane Hall en Loras College

Loras College es una universidad católica con sede en Dubuque, Iowa, con un alumnado general de aproximadamente 1700 estudiantes. La universidad ofrece programas tanto de pregrado como de postgrado. Es uno de los cuatro centros educativos que ofrecen carreras universitarias de cuatro años en la ciudad de Dubuque y una de las tres universidades católicas de la Arquidiócesis de Dubuque.

## Historia
Loras College, una universidad de Artes y Humanidades, fue fundada en el año 1839 por el monseñor reverendo Mathias Loras, el primer obispo de la ciudad de  Dubuque, con el nombre de Seminario de San Rafael para educar a jóvenes hombres para el sacerdocio con la expresa intención de también proveer una oportunidad de obtener una educación superior para los residentes del área. La universidad cambió posteriormente de denominación varias veces (Mt. San Bernardo, Universidad de San José, Dubuque College y Columbia College), adoptando finalmente su actual nombre durante la celebración del centenario de su fundación, en 1939. Además de las titulaciones de grado de Bachelor of Arts y Bachelor of Science, en 1934 añadió programas de postgrado como sede de la Universidad Católica de América, y, en 1963, dándose cuenta de la creciente importancia de estos estudios, más allá del título de grado, creó su propio Departamento de Estudios Postgraduados, ofreciendo títulos de máster en Artes y Humanidades.
La universidad se convirtió en mixta (para hombres y mujeres) en el otoño de 1971. En 1973, se crearon los títulos de Asociado en Artes y Asociado en Ciencias. El departamento de Educación para la Comunidad se creó en 1975.
Tanto la facultad de pregrado como la de postgrado de Loras College están reconocidas y acreditadas por la Asociación Centro Norte de Universidades de los Estados Unidos (North Central Association of Colleges and Schools). El programa de formación para el profesorado, tanto de grado como de postgrado, se encuentra reconocido por el Departamento de Educación de Iowa. La Sociedad Química Americana también ha aprobado el programa de grado en Química. Loras College también ha sido aprobada por la Asociación de Universidades Americanas y el Consejo Rector de Nueva York. El Concilio de Estudios en Trabajos Sociales ha acreditado la carrera de trabajos sociales a nivel de grado.